# Heinrich Fichtenau
Heinrich Fichtenau (* 10. Dezember 1912 in Linz; † 15. Juni 2000 in Wien) war ein österreichischer Historiker und Diplomatiker. Seine beiden wichtigsten Arbeiten waren Das Urkundenwesen in Österreich vom 8. bis zum frühen 13. Jahrhundert und die Lebensordnungen des 10. Jahrhunderts.

## Leben und Wirken
Heinrich Fichtenau war das einzige Kind des Beamten Heinrich von Fichtenau und der Maria von Fichtenau, geb. Schachermeyr, einer Schwester des Althistorikers Fritz Schachermeyr. Ab 1931 studierte er Geschichte und Kunstgeschichte an der Universität Wien und schloss 1935 seine dreijährige Ausbildung am Institut für Österreichische Geschichtsforschung ab. 1936 wurde er Assistent von Hans Hirsch bei der Edition der Diplome Konrads III. für die Monumenta Germaniae Historica. In der Staatsprüfungsarbeit widmete er sich Gerhoch von Reichersberg. Er wurde in Wien mit einer Arbeit über die Landeshoheit in der Dauphiné und in Savoyen promoviert. Fichtenau hatte sich im Mai 1938 um Aufnahme in die NSDAP bemüht. Seine Aufnahme wurde jedoch zurückgestellt. Fichtenau erneuerte sein Ansuchen nicht. Im Juni 1940 zur Wehrmacht eingezogen, gelang es ihm, unter widrigsten Verhältnissen 1942 seine Habilitationsschrift über Mensch und Schrift im Mittelalter abzuschließen. Im Mai 1942 habilitierte er sich bei Heinz Zatschek während eines Kurzurlaubs. Nach zwei weiteren Kriegsjahren in der Ukraine wurde er 1944 „unabkömmlich gestellt“ und erlebte den Zusammenbruch 1945 in Wien mit.
Auf Betreiben Leo Santifallers wurde Fichtenau, der nach dem Krieg im Entnazifizierungsverfahren als „minderbelastet“ eingestuft wurde, im Jahr 1950 zum außerordentlichen Professor für Mittelalterliche Geschichte an der Universität Wien ernannt. 1953 war er Teilnehmer am Colloque international de paléographie in Paris, bei welchem ein Katalog datierter Handschriften als internationales Projekt beschlossen wurde. Von 1962 bis zu seiner Emeritierung 1983 war er ordentlicher Professor für Mittelalterliche Geschichte und Historische Hilfswissenschaften und zugleich Vorstand des Instituts für Österreichische Geschichtsforschung.
1979 erhielt er den Wilhelm-Hartel-Preis und 1986 den Kulturpreis des Landes Oberösterreich. 1989 wurde ihm Österreichische Ehrenzeichen für Wissenschaft und Kunst verliehen. 1962 wurde er korrespondierendes Mitglied der Monumenta Germaniae Historica, 1969 Mitglied der Medieval Academy of America und 1970 in die British Academy aufgenommen. Von 1962 bis 1983 war er Vorstand des Instituts für österreichische Geschichtsforschung.

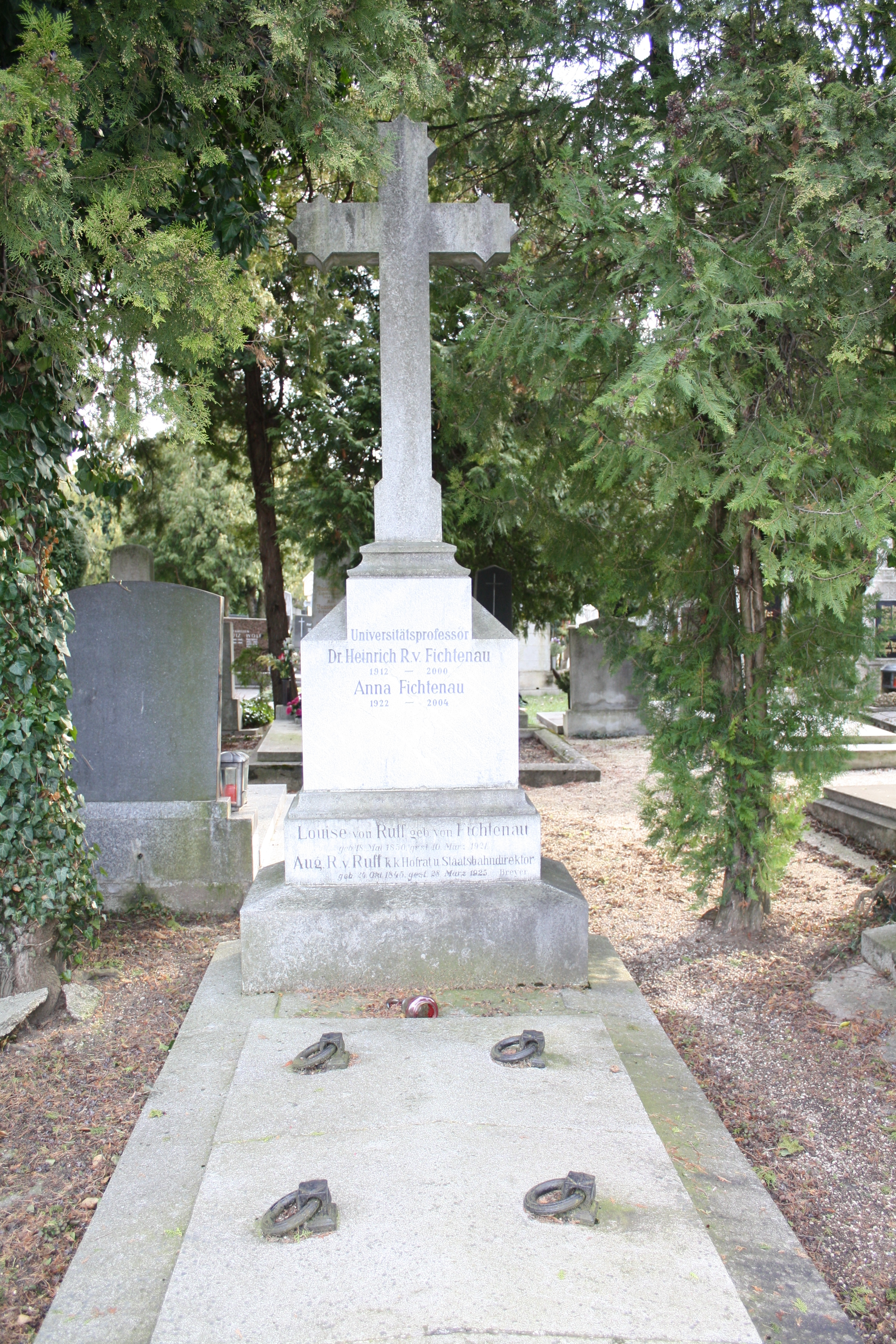
Das Grab Fichtenaus am Friedhof in Baden bei Wien.

Fichtenau war Verfasser zahlreicher grundlegender Monographien und Aufsätze sowohl zur Geschichte als auch zu den historischen Hilfswissenschaften. Seine 1949 veröffentlichte Darstellung Karolingische Imperium wurde ins Englische (1957), Italienische und Französische (1958) übersetzt. Kennzeichnend für Fichtenau war es, Geschichte an Anekdoten zu exemplifizieren und immer auch als historische Anthropologie zu verstehen, die viel über menschliche Denk- und Verhaltensweisen aussagt.

## Schriften (Auswahl)
Monographien
- Mensch und Schrift im Mittelalter (= Veröffentlichungen des Instituts für Österreichische Geschichtsforschung. Band 5). Universum, Wien 1946.
- Grundzüge der Geschichte des Mittelalters (= Universum-Bibliothek des Wissens. Band 23). Universum, Wien 1947.
- Das karolingische Imperium. Soziale und geistige Problematik eines Großreiches. Fretz & Wasmuth, Zürich und Geitner, Wien 1949 (englisch unter dem Titel The Carolingian Empire. The Age of Charlemagne. Übersetzt von Peter Munz. Toronto, London 1957).
- mit Erich Zöllner: Urkundenbuch zur Geschichte der Babenberger in Österreich. 2 Teile. Holzhausen, Wien 1950/1955.
- Arenga. Spätantike und Mittelalter im Spiegel von Urkundenformeln (= Mitteilungen des Instituts für Österreichische Geschichtsforschung. Ergänzungsband 18). Böhlau, Graz u. a. 1957.
- Das Urkundenwesen in Österreich vom 8. bis zum frühen 13. Jahrhundert (= Mitteilungen des Instituts für Österreichische Geschichtsforschung. Ergänzungsband 23). Böhlau, Wien u. a. 1971.
- Lebensordnungen des 10. Jahrhunderts. Studien über Denkart und Existenz im einstigen Karolingerreich (= Monographien zur Geschichte des Mittelalters. Band 30). 2 Teilbände. Hiersemann, Stuttgart 1984; Nachdruck: (= Reihe Wissenschaft. Band 4577), dtv, München 1992 (englisch unter dem Titel Living in the Tenth Century. Mentalities and Social Orders. Übersetzt von Patrick J. Geary, Chicago/London 1991).
- Ketzer und Professoren. Häresie und Vernunftglaube im Hochmittelalter. München 1992 (englisch unter dem Titel Heretics and Scholars in the High Middle Ages, 1000–1200. Übersetzt von Denise A. Kaiser, Philadelphia 1998).